# Che ne sai/I Have a Vision
Che ne sai/I have a Vision è un singolo di Gilda Giuliani pubblicato nel 1987 dalla casa discografica Ros record.

## Tracce
1. Che ne sai
2. I Have a Vision